# Werner Scheurer
Werner Scheurer FamOT (* 1941 in Reichenberg, Reichsgau Sudetenland) ist ein deutscher Lehrer und Verfasser von Kunstführern.
Werner Scheurer arbeitete ab 1964 als Realschullehrer für die Fächer Mathematik und katholische Religion in Haslach im Kinzigtal, Wolfach, Offenburg und Renchen. Daneben betätigte er sich als Hobbyhistoriker und -kunsthistoriker. Er verfasste mehrere Kunstführer zu Kirchen in Baden sowie Vereinsfestschriften. Er lebt in Offenburg.

## Veröffentlichungen (Auswahl)
- Pfarrkirche St. Nikolaus Kappelrodeck. Schnell + Steiner, Regensburg 1982 (= Kleine Kunstführer. Band 1365); 2. Auflage ebenda 1997; 3. Auflage München 2012.
- Gaggenau-Moosbronn. 2. Auflage. Schnell + Steiner, München 1991.
- Katholische Pfarrkuratiekirche St. Erhard Hofstetten. – Hansjakobkapelle. Schnell + Steiner, München 1989.
- Katholische Pfarrkirche St. Ulrich Schenkenzell. Schnell + Steiner, München 1991.
- Pfarr- und Wallfahrtskirche Unsere Liebe Frau im Weingarten Offenburg. Schnell + Steiner, Regensburg 1995 (= Kleine Kunstführer. Band 2249).
- Abteikirche St. Peter und Paul Schwarzach. Fink, Lindenberg 1996.
- Pfarrkirche St. Afra Mühlenbach. Kunstverlag Josef Fink, Lindenberg 1997.
- Wittichen. 2. Auflage. Schnell + Steiner, Regensburg 1996.
- Pfarrkirche Hl. Kreuz Renchen. Fink, Lindenberg 1998.
- Pfarrkirche St. Gallus Bühl-Altschweier. Fink, Lindenberg 2000.
- Pfarrkirche St. Antonius Bad Griesbach. Fink, Lindenberg 2002.
- Pfarrkirche und Propstei St. Leodegar Riedern am Wald, Lindenberg, 2003.
- Stadtpfarrkirche Heilig Kreuz Offenburg. Fink, Lindenberg 2004.
- Pfarrkirche St. Cyriak Oberkirch (Renchtal). Fink, Lindenberg 2005.
- Katholische Pfarrkirche Waldulm. Schnell + Steiner, Regensburg 2006.
- Pfarrkirche Herz-Jesu, Rastatt. Fink, Lindenberg 2008.
- Die Altäre der Offenburger Altarbauer Moroder. In: Medizinhistorische Mitteilungen. Zeitschrift für Wissenschaftsgeschichte und Fachprosaforschung. Band 36/37, 2017/2018 (2021), S. 147–182.
- [Zusammen mit Alfons Vögele]: Kirchen und Kapellen im Schuttertal und in Lahr/Schwarzwald, Kunstverlag Josef Fink, Lindenberg 2021.